# Yasmin Khan
Yasmin Khan, dite Yaz, est un personnage fictif de la série de science-fiction britannique Doctor Who, interprété par Mandip Gill. Créée par Chris Chibnall, elle est l'un des compagnons du Treizième Docteur, incarné par l'actrice Jodie Whittaker. Elle est originaire de la ville de Sheffield.

## Histoire du personnage

### Saison 11 deDoctor Who(2018-2019)
Yasmin Khan est un agent de police en période probatoire lorsqu'elle rencontre le Treizième Docteur dans La Femme qui venait d'ailleurs. Cette dernière vient alors de s'écraser dans un train dans lequel se trouve Graham O'Brien  et sa femme Grace, qui sont menacés par une créature électrique. C'est elle qui fera réaliser au Docteur que le Seigneur du Temps est devenu une femme. Avec Graham, Grace et Ryan (le petit-fils de Grace), elle aide le Docteur à découvrir l'origine de la créature qui les a attaqués plus tôt. À la fin de l'épisode, elle sera accidentellement téléportée avec le Docteur, Graham et Ryan dans l'espace.
Sur le point de mourir d'asphyxie, Yasmin est sauvée avec le Docteur par le pilote Epzo tandis que Graham et Ryan sont sauvés par une autre pilote nommé Angstrom.

## Personnalité et apparence
Au cours du panel de Doctor Who à la Comic-Con 2018 de San Diego, Mandip Gill, âgée de 30 ans, révèle que le personnage qu'elle incarne est âgé de 19 ans au moment des événements de la saison 11. Adoptant les traits de Mandip Gill, Yasmin est donc une jeune femme brune.
Concernant ses interactions avec le Docteur, Gill affirme que Yasmin Khan « idolâtre le Docteur », et qu'elle « lui pose tout le temps des questions sur ce qu'elle fait ».
Lors de sa première apparition, Yaz est avant tout définie par son statut de policière en formation, voulant agir plus rapidement sur le terrain. Dans La Femme Qui Venait D’ailleurs, elle est dans un premier temps intriguée par le Docteur et insistera pour qu’on la laisse prendre en main "l’affaire " de manière conventionnelle, c'est-à-dire en faisant un rapport de la situation à ses supérieurs. Elle est également plus sceptique que Ryan à l’idée d’une entité Alien. Cependant, rapidement, elle va se mettre à suivre le plan du Docteur, lui faisant confiance même si elles ne se connaissent pas depuis longtemps.
Elle tient beaucoup à sa famille, au point de demander au docteur de remonter dans le temps pour rencontrer sa grand-mère jeune, lors de son mariage, dans Les Démons du Pendjab.
Elle était autrefois atteinte de dépression, et a même fugué de chez elle, mais une policière l’a retrouvée. Après avoir discuté avec elle, elle l’a ramenée auprès de ses parents, ce qui a donné à Yaz son rêve d’être policière, afin de payer sa dette.
Au fur et à mesure de ses aventures avec le Docteur, elle devient de plus en plus attachée à celle-ci, par exemple en s’inquiétant et essayant de la retrouver pendant les 5 mois qu’elle passe sur terre après la fin de Les Enfants intemporels. Elle reprochera ensuite au docteur cet abandon, mais restera à ses côtés à la fin de, contrairement à Graham et Ryan, arguant "qu’elle aime trop cette vie".
Les nombreuses aventures qu’à vécu Yaz hors-champ aux côtés du Docteur, entre les saisons 12 et 13, renforcent sa confiance en elle-même, mais aussi sa relation avec le Docteur, devenue une amie proche. Plus audacieuse et forte, elle n’hésite pas à faire des petits commentaires sarcastiques aux ennemis qu’elle affronte, ou à taquiner Dan, Jericho, et Vinder, même si elle leur est très attachée.
Elle apprend énormément du Docteur qu’elle prend pour modèle, et se montre ainsi très douée, que ce soit en utilisant son tournevis sonique, déverrouillant des prisons extraterrestres futuristes, recherchant des artefacts antiques, manipulant le Maître ou carrément pilotant le TARDIS seule dans Le Pouvoir du Docteur. Elle a d’ailleurs marqué dans la paume de sa main un acronyme, WWTD (What Would The Doctor Do, Que Ferait Le Docteur) pour se rappeler quelle attitude adopter en cas de situation dangereuse. Elle prend souvent le rôle de leader du groupe lorsque le Docteur n’est pas présente, ayant des facilitées à diriger, ou s’occupant des autres membres à bord lorsque celle-ci est trop occupée pour s’intéresser immédiatement à eux (elle introduit et explique le principe du TARDIS à Dan, par exemple, alors que le Docteur essaye de comprendre Le Flux).
Mais malgré sa profonde admiration pour le Docteur, elle reste frustrée par sa tendance à ne pas expliquer ses objectifs, ou à devenir froide lorsqu’elle pose trop de questions. Elle n’hésite également pas à arrêter le Docteur lorsque celle-ci fonce vers ce qui peut être un piège, afin de la faire réfléchir (avec plus ou moins de succès.) Finalement, le Docteur s’excusera de cette attitude, et lui promettra de tout lui dire à l’avenir.
La relation très proche que Yaz entretien avec le Docteur commence même à devenir ambiguë, lorsque Dan lui fait remarquer dans Le Réveillon des Daleks les éventuels sentiments qu’elle porte à son égard. Celle-ci lui confesse ne l’avoir encore avoué à personne, "même pas à moi-même", et qu’elle-même n’est pas sûre de ce qu’elle ressent. Elle ne laisse cependant pas le Docteur indifférent, qui lui avoue que si elle aurait voulu sortir avec quelqu'un, ç’aurait été Yaz, mais que ce n’est pas une bonne idée (sans doute en référence à River Song ou Rose). Les deux compagnes décident donc de juste profiter du moment présent en tant qu’amies, sans penser au futur où elles seraient potentiellement séparées.
Comme Rose ou Donna avant elle, Yaz exprime le désir de voyager avec le Docteur pour toujours.